# Combes (Teksas)
Combes je gradić u američkoj saveznoj državi Teksas. Prema popisu stanovništva iz 2010. u njemu je živjelo 2.895 stanovnika.